# Marco Róscio Célio
Marco Róscio Coelho (em latim: Marcus Roscius Coelius ou Caelius) foi um senador e militar romano nomeado cônsul sufecto para o nundínio de março a abril de 81 com Caio Júlio Juvenal. Existe uma incerteza em relação ao seu nome. Tácito o chama de Caelius, mas a Acta Fratrum Arvalium o chama de Coelius. O que reforça a hipótese de que seu nome possa ser traduzido por Coelho ao invés de "Célio". Birley sugere que ele pode ter tido mais nomes, incluindo "Murena", e acrescenta que há vários Róscios Murenas no século II e que "podem ser seus descendentes".

## Carreira
Célio foi legado da Legio XX Valeria Victrix, que ficava na Britânia, em 68. Depois de brigar com o governador da província, Marco Trebélio Máximo, Célio aproveitou a confusão do ano dos quatro imperadores para fomentar um motim contra ele. Trébelio perdeu o comando do exército e fugiu para a proteção de Vitélio na Germânia. Célio e seus colegas legados governaram a província por um curto período até que Vitélio, já imperador, enviou Marco Vécio Bolano para assumir o comando no final de 69.
Depois da guerra civil, Vespasiano convocou Célio, cujo comportamento traiçoeiro havia sido informado a ele e o substituiu como comandante da XX Valeria Victrix por Cneu Júlio Agrícola. Célio foi nomeado cônsul sufecto em 81. Segundo Birley, "o fato de ele não alcançar o consulado até quatro anos depois de seu sucessor como legado sugere que sua carreira foi um pouco impactada por sua conduta em 69".